# Мит (ветеринарна медицина)
Вижте пояснителната страница за други значения на Мит.
Мит във ветеринарната медицина е заразна болест при млади коне (появява се от 1/2 до 4-5 годишната им възраст), причинена от вид стрептокок. Проявява се при понижена устойчивост на организма, придружена е с повишена температура, гнойни течения от носа, отоци и нагноявяния на лимфните възли в областта на глътката.